# Google Wave
Google Wave („гугъл уейв“, на английски: wave – вълнà) е универсално средство за комуникация, чиято технология и софтуер са разработени от Google. Google Wave съчетава функциите на електронна поща, програма за обмяна на информация в реално време, чат, уеб-форум, уики, съвместно създаване и редактиране на документи със система за управление на версиите и социална мрежа.

## История
Работата над проекта започва през 2007 година. Основни разработчици на софтуера са братята Ларс и Йенс Расмусен, които са и основните разработчици на Google Maps. Мениджър на проекта е Стефани Хенън.
Проектът е представен от Гугъл на конференция Google I/O в Сан Франциско на 28 май 2009 година.
Първоначално се предвижда програмата да стартира през втората половина на 2010 година. Вместо това през август 2010 година, след като проектът е преминал през стадий на полуоткрито бета-тестване от около един милион потребители в продължение на повече от година, от Google обявяват, че прекъсват работата по проекта и ще затворят услугата за потребителите, които имат достъп до нея, от 1 януари 2011 г. До края на 2010 година те имат време да изтеглят цялата информация, която съхраняват в своите профили. Неофициално като причина за това решение се изтъква, че услугата не е успяла да завоюва популярност сред потребителите и опасенията, че тя няма да може да набере достатъчно голям брой потребители, ако бъде пусната официално. Възможностите, които предлага услугата са изключителни, но масовият потребител не успява да им намери практическо приложение, което поражда мнението, че Google Wave е изпреварила своето време.
През ноември 2011 година от Google обявяват, че съществуващите профили ще бъдат достъпни в режим read only до края на януари 2012 година и ще бъдат окончателно изтрити през април 2012 година.

## Описание
Информацията на пращаните и получаваните съобщения може да съдържа както форматиран текст, така и изображения, видео, електронни таблици и презентации.
Има възможност да се добавят нови участници, като посредством функцията „Възпроизвеждане“ (на английски: Playback) може да се проследи целият процес на формиране и модификации на „вълната“ от самото начало на нейното създаване. Редактирането може да се извършва в реално време от всички участници. Има опции за изкарване на фрагменти от вълната, изпращане на частни съобщения до участниците, прикрепване на фотографии, видеоклипове и линкове, интеграция с блогове, проверка и автоматична корекция на правописа (чувствителност към контекста), превод в реално време на 40 различни езика.

## Особености
Google Wave използва технологии, предоставени от възможностите на HTML 5. Някои функции понастоящем са достъпни само след зареждането на Google Gears.
Технологията на Google Wave използва открити протоколи и програмно обезпечение (под лиценза Apache Software License), което се осъществява на собствени сървъри.
Платформата Google Wave се интегрира с другите разработки на Гугъл като търсачката, Google Maps, YouTube и със странични проекти като Twitter. Поддръжка на Google Wave вече осъществяват някои продукти на Novell.
Поддържа се пълна интеграция с всички данни на потребителя, съхраняващи се на сървърите на Гугъл чрез единен интерфейс посредством API Google Wave.
Основен клиент-сървър за Google Wave са уеб браузърите. Технологията позволява създаването на специализирани приложения клиенти. Например съществуват приложения за Apple iPhone и Mac OS – Waveboard и Windows – Waver.